# 四道口站
四道口站，工程名学院南路站、明光桥西站，位于中国北京市海淀区學院南路與交大東路路口的南側，是北京地铁18号线上的一座建設中车站。本站預計亦為9号线與昌平线的換乘站，作為兩線跨线运营的分界站，唯本案目前擱置，換乘方法亦未知。

## 车站结构
四道口站原為西直門站和大鐘寺站之間的預留車站，在13號線拆分方案中包含新建此站。新建的四道口站為地下兩層12公尺島式車站，地下一層為車站大廳及售票處，地下二層為月台層。
| 地面 |                    | 出入口                           |  |  |
| B1层 | 站厅               | 客服中心、自动售票机、进出站闸机 |  |  |
| B2层 |                    | 18号线 往車公莊 （西直門）       |  |  |
|      | 岛式站台，左侧开门 |                                  |  |  |
|      |                    | 18号线 往天通苑東（大鐘寺）      |  |  |

## 历史
在2000年版方案中，四道口站是北京地铁13号线的一座车站，计划与其他车站同步建设，不属于当时计划的5座预留车站之一。但实际建设时，该站并未建设，改为预留车站。
在13号线扩能提升工程中，四道口站由原计划的高架站改为地下站。2025年8月18日，北京市规划和自然资源委员会发布地名公告，将本站正式命名为四道口站。